# Đà Nẵng
Đà Nẵng  è un municipio di prima classe e la quinta città più popolosa del Vietnam. Sorge sulla riva occidentale del fiume Hán sulla costa del Mar Cinese Meridionale ed è uno dei porti più importanti del Paese. In quanto municipio di prima classe, è sotto il controllo diretto del governo centrale.
Đà Nẵng è il centro commerciale e culturale del Vietnam centrale, nonché la città più popolosa della regione. Il porto e la sua posizione sulla Strada Nazionale 1 e sulla ferrovia Nord-Sud la rendono un importante nodo trasportistico. Nelle vicinanze si trovano vari siti Patrimonio dell'Umanità dell'UNESCO, tra cui la città imperiale di Huế, la città vecchia di Hoi An e le rovine di My Son.

## Geografia
Dal punto di vista climatico è situata al confine settentrionale della zona tropicale. Nelle vicinanze di Đà Nẵng si trovano Hội An e le montagne di marmo.

## Storia
La città era nota come Cửa Hàn durante il periodo Đại Việt e come Tourane o Turon durante l'epoca coloniale francese. Nell'agosto del 1858 le truppe francesi arrivarono nella città per ordine di Napoleone III cominciando così l'occupazione coloniale francese dell'area. Venne ribattezzata Tourane e cominciò a essere considerata una delle più importanti città dell'Indocina diventando il primo porto del Vietnam centrale.
Durante la guerra del Vietnam, l'8 marzo 1965 i marines statunitensi sbarcarono sulla spiaggia dopo violenti bombardamenti sul Vietnam del Nord. Nel marzo del 1975 venne abbandonata dalle truppe del Vietnam del Sud e i guerriglieri comunisti entrarono senza sparare un colpo. Prima del 1997 la città faceva parte della provincia del Quảng Nam-Đà Nẵng.

## Economia
La città viene classificata come zona industriale avendo un porto capace di gestire il traffico dei container. Quasi 5000 industrie si trovano nella città. Le più importanti sono:
- Esportazione di prodotti ittici
- Mobili
- Accessori per la casa
- Prodotti tessili

Nel 1997 Đà Nẵng ha esportato beni per un valore di circa 55 milioni di dollari americani.

## Infrastrutture e trasporti
Attraversata dall'autostrada 1A, Đà Nẵng possiede un porto di facile accesso che occupa uno spazio importante nelle rotte commerciali del Pacifico. Dal suo porto parte buona parte delle esportazioni agro-alimentari del Vietnam come riso, pesce essiccato e tè.
La città dispone anche di un aeroporto internazionale che è un'importante porta d'accesso al Vietnam centrale. L'aeroporto ha perso gran parte della sua importanza dopo il 1975 e oggi conta diversi collegamenti nazionali e un limitato numero di tratte internazionali.

## Amministrazione
La città è divisa in otto distretti:
- Hải Châu
- Thanh Khê
- Sơn Trà
- Ngũ Hành Sơn
- Liên Chiểu
- Cẩm Lệ
- Hòa Vang
- Hoàng Sa